# Eugène Marie Louis Chiquet
Eugène Marie Louis Chiquet, né le 8 septembre 1863 à Limeray (Indre-et-Loire), est un peintre, graveur au burin et aquafortiste français.

## Biographie
Il entre à l'école des Beaux-Arts ou il est l'élève de Louis-Pierre Henriquel-Dupont, Jules-Gabriel Levasseur et d'Alexandre Cabanel.
Mention au prix de Rome en 1886 et second grand prix en 1888, section gravure en taille-douce,. Il expose des gravures aux Salons des artistes français de 1890 à 1925, et y reçoit une mention honorable en 1890, une médaille de 2e classe en 1900 et une médaille d'argent en 1903. Il est aussi récompensé d'une médaille de bronze à l'exposition universelle de 1900 à Paris.
Il succède à Félix Laurent en 1905 comme directeur de l'École des Beaux-Arts de Tours et comme conservateur du musée des Beaux-Arts de Tours. 

## Œuvres principales
- Estampe représentant Honoré de Balzac, Maison de Balzac[4]
- L’Automne d'après le tableau d'Antoine Watteau (1930), Palais des beaux-arts de Lille